# Emigdi Subirats i Sebastià
Emigdi Subirats i Sebastià (Campredó, 1967) és un professor, escriptor i intel·lectual català.
Va estudiar Filologia anglogermànica i és professor d'anglès en un institut a Tortosa  a la comarca del Baix Ebre. Conrea la novel·la, la narració curta, la poesia i el teatre, és un actiu bloguer i un columnista habitual de la premsa comarcal ebrenca. S'ha especialitzat en l'estudi de la literatura catalana a les Terres de l'Ebre, especialment dels períodes de la Renaixença i la diàspora.
Cal destacar els seus estudis biogràfics sobre l'escultor Emili Bonet, el literat Joan Cid i Mulet, el poeta Roc Llop i Convalia que guanyà conjuntament amb Josep Maria Saez el 2007 el XIII Premi d'Assaig Artur Bladé i Desumvila, i el poeta tortosí Gerard Vergés i Príncep. Antòleg de literatura ebrenca a Lletres de casa, ha tingut cura de l'edició de llibres diversos com ara Contes negres vora el Danubi, del poeta Roc Llop i Convalia, que narra les seves experiències al camp d'extermini de Mauthausen.
Dinamitzador cultural de les Terres de l'Ebre en certàmens culturals com la Fira literària Joan Cid i Mulet de Jesús, les Jornades literàries d'Amposta, i les Jornades Templeres, el festival cinematogràfic Curt Redó i la fira de música tradicional Mestràlia a Campredó. Publica des del 2006 el bloc Lletres Ebrenques a VilaWeb. Coordina el curs d'estiu de literatura ebrenca de la Universitat Rovira i Virgili. Va ser comissari del centenari del naixement de l'intel·lectual catalanista ebrenc Joan Cid i Mulet i va tenir cura de l'edició de la seva Obra completa.
La Fundació Lluís Carulla li va atorgar el premi Actuació Cívica de 2014 per la seva trajectòria en defensa i promoció de la llengua, la cultura i la nació catalanes.